# 500 lire "Galileo Galilei"
Nel 1982 sono state emesse dalla Zecca di Roma due monete commemorative da 500 lire in argento: l'una commemorativa del 350º anniversario della pubblicazione del "Dialogo sopra i massimi sistemi" di Galileo Galilei, l'altra commemorativa del centenario della morte di Giuseppe Garibaldi

## Dati tecnici
Al Dritto è ritratto al centro Galileo Galilei di fronte, in giro sono poste, su traiettorie rispettivamente oraria ed antioraria, le diciture "REPUBBLICA ITALIANA" e "GALILEO GALILEI LINCEO".
Al rovescio al centro è rappresentato l'emblema dell'Accademia dei Lincei, sotto il quale sono riportati l'indicazione del valore e, più in basso, la firma dell'autore Franco Pioli. Ai lati dello stemma dei Lincei sono poste le date 1632-1982; in basso a sinistra sta il segno di zecca (R). In giro è scritto, sempre rispettivamente in senso orario ed antiorario, "DIALOGO SOPRA I DUE MASSIMI SISTEMI" e "Accademia Nazionale dei Lincei"
Nel contorno: "REPVBBLICA ITALIANA" in rilievo.
Il diametro è di 29 mm, il peso di 11 g e il titolo è di 835/1000.
La tiratura è di 198.057 esemplari. La moneta è presentata nella sola versione fior di conio confezionata in astuccio.